# Mark Maigida Nzukwein
Mark Maigida Nzukwein (Jenuwa Nyifiye, Taraba, 15 de julho de 1969) é um ministro católico romano nigeriano e bispo de Wukari.
Mark Maigida Nzukwein estudou filosofia de 1987 a 1990 no seminário de St. Thomas Aquinas em Makurdi e de 1991 a 1995 teologia católica no seminário de St. Augustine em Jos. Em 15 de julho de 1995 recebeu o Sacramento da Ordem para a Diocese de Jalingo.
Nzukwein inicialmente serviu como vigário paroquial da Catedral de Santo Agostinho em Jalingo de 1995 a 1998. Também trabalhou de 1996 a 1997 como pastor diocesano de jovens e de 1996 a 1998 como diretor diocesano das Pontifícias Obras Missionárias e como secretário pessoal do Bispo de Jalingo, Ignatius Ayau Kaigama. De 1998 a 1999 foi pároco da paróquia de St. John em Mutum Biyu. Em 1999, Mark Maigida Nzukwein foi enviado a Roma para prosseguir os estudos, onde em 2002 se formou em Pastoral Juvenil pela Pontifícia Universidade Salesiana. Depois de retornar à sua terra natal, Nzukwein tornou-se Reitor do Seminário Menor Sagrado Coração de Jalingo em 2002 e em 2008 foi nomeado também Vigário Geral da Diocese de Jalingo. Além disso, em 2013 concluiu o curso para formadores nos seminários do Pontifício Ateneu Regina Apostolorum. A partir de 2016 foi Regente do Seminário St. Augustine em Jos.
Em 14 de dezembro de 2022, o Papa Francisco o nomeou o primeiro bispo da diocese de Wukari, que foi criada na mesma data. O Núncio Apostólico na Nigéria, Dom Antonio Filipazzi, consagrou-o bispo em 13 de abril de 2023 no campo esportivo da Escola Secundária do Governo em Wukari; Os co-consagradores foram o Arcebispo de Abuja, Ignatius Ayau Kaigama, e o Bispo de Jalingo, Charles M. Hammawa.